# L'Hôtel du chahut-bahut
Pour plus de détails, voir Fiche technique et Distribution.
L'Hôtel du chahut-bahut (On the Jump) est un film américain réalisé par Alfred J. Goulding, sorti en 1918.

## Fiche technique
- Titre : L'Hôtel du chahut-bahut
- Titre original : On the Jump
- Réalisation : Alfred J. Goulding
- Production : Hal Roach
- Pays d'origine : États-Unis
- Format : Noir et blanc - 1,33:1 - Film muet
- Genre : comédie
- Date de sortie : 1918

## Distribution
- Harold Lloyd : Harold
- Snub Pollard : Snoopy Sam
- Bebe Daniels : la favorite
- Sammy Brooks
- June Havoc
- Gus Leonard
- Belle Mitchell
- James Parrott
- Charles Stevenson